# 216 v.Chr.

Slag bij Cannae (beginfase)

Het jaar 216 v.Chr. is een jaartal volgens de christelijke jaartelling.

## Gebeurtenissen

### Italië
- In Rome worden Lucius Aemilius Paulus en Gaius Terentius Varro benoemd tot consul van het Imperium Romanum.
- De Senaat vormt een Romeins leger van 8 legioenen (40.000 man) en 2.400 Romeinse cavalerie, aangevuld met bondgenoten (32.000 man).
- Hannibal Barkas verovert het Romeinse legerdepot bij Cannae aan de oevers van de rivier de Aufidus.
- 2 augustus - Slag bij Cannae: Hannibal verslaat in Apulië het Romeinse leger onder Lucius Aemilius Paulus in een dubbele tangbeweging. De Romeinen verliezen 48.000 man en Lucius Paulus sneuvelt in de veldslag.
- Eerste Slag om Nola: Een mislukte poging van het Carthaagse leger om de stad Nola te belegeren en in te nemen.
- Hannibal slaat een winterkwartier op in de omgeving van Campagna en wacht op versterkingen uit Carthago.
- In Zuid-Italië en Sicilië sluiten de steden Capua, Tarentum en Syracuse een verbond met de Carthagers.

### Griekenland
- Philippus V van Macedonië bouwt een oorlogsvloot van 100 Illyrische galeien. De Romeinse vloot ligt gevestigd op Sicilië bij de havenstad Lilybaeum.
- Zomer - De Macedonische vloot bereikt in de Adriatische Zee de Illyrische kust, een Romeins squadron verjaagt de Macedoniërs uit de Golf van Vlorë.

## Overleden
- 2 augustus - Lucius Aemilius Paulus, Romeins consul en veldheer
- Marcus Aemilius Lepidus, Romeins consul en priester (augur)